# Francisco Arrango y Parreño
Pour les articles homonymes, voir Arango.
Francisco Arrango y Parreño (1765-1837) était un homme d’État et réformiste économique cubain, défenseur de l'esclavage. Propriétaire de la plus grande plantation de sucre cubaine, il fut à la fin du XVIIIe siècle, le premier à concevoir l'idée selon laquelle le sucre dominerait un jour l'économie de Cuba et devint le porte-parole de l'élite des planteurs de l'île.

## Biographie
La famille Arango est originaire de Sangüesa, en Navarre espagnole. L'arrière grand-père de Francisco de Arango y Parreno, Pedro de Arango y Monroy, a fondé la  branche cubaine de sa lignée en se mariant avec dona Josefa de Losa Aparici. La plantation de sucre de ses parents est située dans la région fertile de Güines, à 30 kilomètres au sud-est de La Havane, longtemps consacrée à la culture du tabac.
En 1787, Francisco de Arango y Parreño part terminer ses études universitaires de droit à Madrid. Jeune avocat, il tisse un réseau havanais à la Cour, dont fait partie aussi le comte de Santa Cruz de Mopox, et se montre habile négociateur de ses propres intérêts puis se lie au roi d'Espagne.
Dans l’une de ses premières déclarations sur les effets de la révolution haïtienne en novembre 1791, Francisco Arango y Parreño, penseur et homme politique cubain, écrivait qu’il fallait considérer les événements de Saint-Domingue « non seulement avec compassion, pour les Français, mais aussi dans une perspective politique, et annoncer en tant que bon patriote et vassal [...] l’opportunité de donner à notre agriculture un avantage définitif sur les Français ».
Il sollicite avant même la Révolution haïtienne la concession pour trois ans aux Espagnols et aux étrangers du droit d’introduire des esclaves africains à Cuba, au nom de l’ayuntamiento de La Havane. La Real cédula du 28 février 1789 la leur accorde pour deux ans. En août 1791, Arango demanda une extension de cette licence à trois ans. Il a alors invité plusieurs techniciens français du sucre, basés à Saint-Domingue, à venir exercer leurs talents à Cuba. Dès 1798, il juge que « Cuba n’a d’autre alternative que celle-ci : ou périr ou vendre son sucre à l’étranger, sans aucune interruption ».
Entre 1800 et 1804, il se lie d’amitié avec le baron Alexandre de Humboldt, linguiste et homme politique allemand, qui visite Cuba et rédige un Essai politique sur l’île de Cuba dans l'intention de révéler aux Européens ses potentialités en matière économique. 
L’État colonial souhaitant envoyer en Haïti des agents de renseignement, une des premières missions de ce genre lui est confiée en 1803. Il passa plusieurs mois à Haïti et à Santo Domingo avec son esclave Felix, et reçut des informations de première main d’un officier français retenu captif pendant deux mois par des esclaves rebelles. Puis il revint à Cuba pour écrire sur l’esclavage, le commerce et la politique, avec une grande influence.